# Антоново (Тетерковский сельсовет)
Антоново (бел. Антанова) — деревня в Браславском районе Витебской области Беларуси. Входит в состав Тетерковского сельсовета.

## География
Деревня находится в западной части Витебской области, при автодороге Н-2122, на расстоянии приблизительно 22 километров (по прямой) к юго-востоку от города Браслав, административного центра района. Абсолютная высота — 156 метров над уровнем моря. Площадь населённого пункта — 0,0033 км².

## История
По состоянию на 1905 год, в Антонове проживало 40 человек (21 мужчина и 19 женщин). В административном отношении входила в состав Иодской волости Дисненского уезда Виленской губернии.
В 1921 году входила в состав гмины Йоды Дисенского повета Виленского воеводства Второй Польской республики. Числилось 12 жителей (7 мужчин и 5 женщин), проживавших в 1 доме. В этническом составе населения того периода поляки составляли 100 %,. В конфессиональном составе населения преобладали католики (100 %).

## Население
По данным переписи 2019 года, постоянное население в деревне отсутствовало.
| Год  | Население, человек |
| ---- | ------------------ |
| 1905 | 40                 |
| 1921 | ↘ 12               |
| 2009 | ↘ 0                |
| 2019 | → 0                |